# HMS Emperor of India
HMS «Emperor of India» (укр. «Імператор Індії») — лінійний корабель Королівського флоту. Спочатку він мав називатися «Делі», але був перейменований до завершення будівництва на честь короля Георга V, який на той час також був імператором Індії. Корабель був закладений 31 травня 1912 року на верфі Vickers, і був спущений на воду 27 листопада 1913 року. Готовий корабель був введений в експлуатацію через рік у листопаді 1914 року, незабаром після початку Першої світової війни. Він був озброєний головною батареєю з десяти 13,5-дюймових (343 мм) гармат і міг розвивати максимальну швидкість 21,25 вузла (39,36 км/год; 24,45 миль/год).
Після введення в експлуатацію «Emperor of India» увійшов до складу 4-ї бойової ескадри Флоту Метрополії, що базувався в Скапа-Флоу. Він брав участь у численних виходах у північну частину Північного моря для забезпечення блокади Німеччини, а також у частих тренувальних вправах та артилерійських стрільбах. «Emperor of India» перебував у доці на ремонті наприкінці травня 1916 року, тому був недоступний для Ютландської битви. Збільшена небезпека від підводних човнів змусила як Флот Метрополії, так і німецький Флот відкритого моря дотримуватися більш обережних стратегій після Ютландської битви, що призвело до менш насиченої подіями війни.
Після війни «Emperor of India» був відправлений до Середземноморського флоту, де він брав участь в інтервенції союзників у Росію під час Громадянської війни в Росії на Чорному морі з 1919 по 1921 рік. Він залишався в Середземному морі до 1926 року, коли був переведений до Атлантичного флоту. Лондонський морський договір 1930 року передбачав демонтаж «Emperor of India» та трьох його однотипних кораблів. У 1931 році він і «Marlborough» пройшли серію випробувань зброї, які виявилися дуже корисними для майбутніх проєктів британських лінкорів. «Emperor of India» був остаточно проданий на металобрухт у лютому 1932 року і незабаром після цього розібраний.

## Конструкція
Чотири лінкори типу «Iron Duke» були замовлені в рамках будівельної програми 1911 року і були поступовим покращенням попереднього типу «Кінг Джордж V». Основною зміною між двома проєктами була заміна важчої допоміжної батареї на нових кораблях. «Emperor of India» мав 622 фути 9 дюймів (190 м) загальної довжини і мав ширину 90 футів (27 м) і середню осадку 29 футів 6 дюймів (9 м). Він мав водотоннажність 25 000 довгих тонн (25 401 т) за проєктом і до 29 560 довгих тонн (30 034 т) при повному навантаженні. Його рушійна установка складалася з чотирьох парових турбін Парсонса, пара для яких вироблялася вісімнадцятьма котлами Babcock & Wilcox. Потужність двигунів становила 29 000 к.с. (21 625 кВт) і забезпечувала максимальну швидкість 21,25 вузла (39 км/год; 24 милі/год). Його крейсерський радіус становив 7800 морських миль (14 446 км; 8976 миль) при більш економічних 10 вузлах (19 км/год; 12 миль/год). «Emperor of India» мав екіпаж з 995 офіцерів і матросів, хоча у воєнний час він збільшувався до 1022 осіб.
«Emperor of India» був озброєний головною батареєю з десяти 13,5-дюймових (343 мм) морських гармат BL Mk V, встановлених у п'яти двогарматних баштах. Вони були розташовані двома суперпозиційними парами, одна спереду та одна ззаду; п'ята башта була розташована посередині корабля, між димовими трубами та задньою надбудовою. Захист від торпедних катерів на ближній дистанції забезпечувала допоміжна батарея з дванадцяти 6-дюймових гармат BL Mk VII. Корабель також був оснащений парою 76-мм зенітних гармата QF 3-inch 20 cwt і чотирма 47-мм гармата 3-фунтовими гарматами. Як було типово для капітальних кораблів того періоду, він був обладнаний чотирма 21-дюймовими (533 мм) торпедними апаратами, зануреними по бортах.
«Emperor of India» був захищений головним броньовим поясом товщиною 12 дюймів (305 мм) над погребами боєзапасу та машинними та котельними відділеннями, і зменшувався до 4 дюймів (102 мм) до носа та корми. Його палуба була товщиною 2,5 дюйма (64 мм) у центральній частині корабля і зменшувалася до 1 дюйма (25 мм) в інших місцях. Лицьові частини башт головного калібру були товщиною 11 дюймів (279 мм), а башти підтримувалися 10-дюймовими (254 мм) барбетами.

## Історія служби

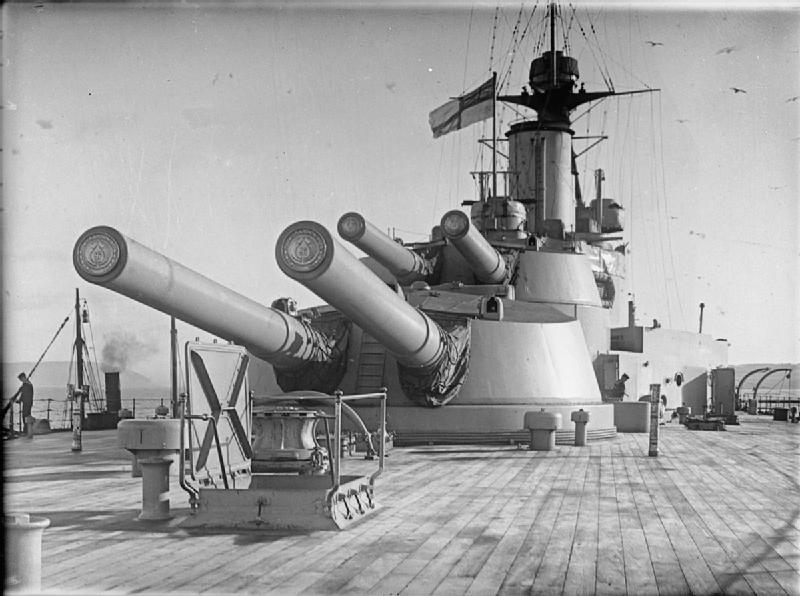
Кормова гарматна вежа борту Emperor of India

«Emperor of India» був закладений на верфі Vickers 31 травня 1912 року, спочатку мав називатися «Делі». Він був спущений на воду 27 листопада 1913 року і охрещений «Emperor of India». Корабель був введений в експлуатацію до складу Флоту Метрополії Королівського флоту під командуванням адмірала Джона Джелліко в листопаді 1914 року для морських випробувань, через три місяці після початку Першої світової війни. Наступного місяця він був приписаний до 4-ї бойової ескадри як флагман другої дивізії, де він служив протягом перших двох років війни. 1 грудня «Emperor of India» та його однотипний корабель «Benbow» прибули до 4-ї ескадри, щоб розпочати підготовку, перш ніж їх було визнано придатними для служби у флоті 10 грудня. Протягом цього періоду крайні 6-дюймові гармати були зняті з чотирьох кораблів типу «Iron Duke», а їх каземати були загерметизовані, оскільки вони були занадто низько в корпусі та дозволяли воді постійно потрапляти на корабель.

## Перша світова війна

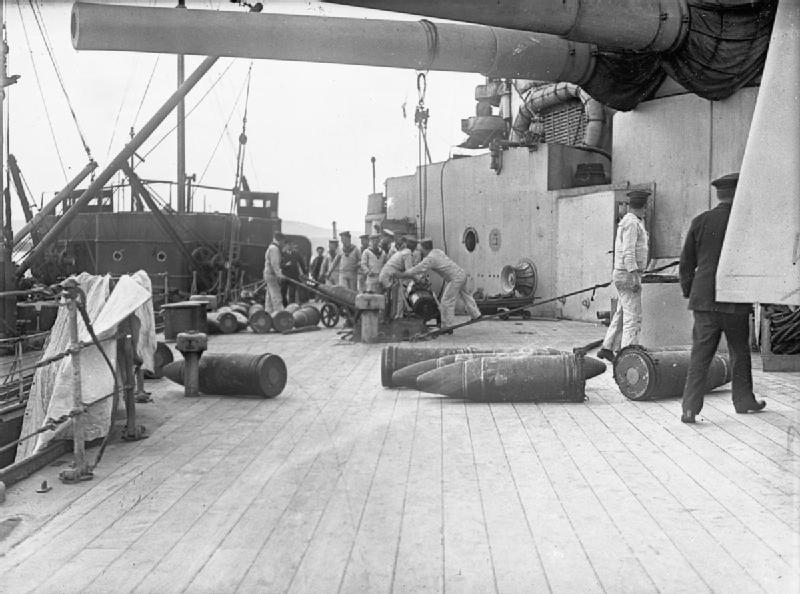
Завантаження снарядів на борт корабля під час війни

З 23 по 24 грудня 4-та та 2-га ескадри проводили артилерійські навчання на північ від Гебридських островів. Наступного дня весь флот вийшов у похід у Північне море, який завершився 27 грудня; це була перша флотська операція «Emperor of India». Черговий раунд артилерійських навчань відбувся з 10 по 13 січня 1915 року на захід від Оркнейських і Шетландських островів, цього разу з усім флотом. Увечері 23 січня основна частина Флоту Метрополії вийшла на підтримку флоту лінійних крейсерів Бітті, але головний флот не брав участі в битві біля Доггер-банки, що відбулася наступного дня. З 7 по 10 березня Флот Метрополії здійснив похід у північну частину Північного моря, під час якого проводив навчальні маневри. Ще один такий похід відбувся з 16 по 19 березня. 11 квітня Флот Метрополії здійснив патрулювання в центральній частині Північного моря і повернувся в порт 14 квітня; ще одне патрулювання в цьому районі відбулося з 17 по 19 квітня, після чого 20–21 квітня відбулися артилерійські навчання біля Шетландських островів.
Флот Метрополії здійснив похід у центральну частину Північного моря з 17 по 19 травня, не зустрівши жодних німецьких кораблів. В середині червня флот провів черговий раунд артилерійських навчань. З 2 по 5 вересня флот вирушив у черговий похід у північну частину Північного моря та провів артилерійські навчання.
Протягом решти місяця Флот Метрополії проводив численні тренувальні вправи. 13 жовтня більша частина флоту здійснила ще один похід у Північне море, повернувшись у порт 15 жовтня. З 2 по 5 листопада «Emperor of India» брав участь у черговій флотській тренувальній операції на захід від Оркні. Ще один такий похід відбувся з 1 по 4 грудня.
Типова рутина артилерійських навчань та ескадрених вправ відбувалася в січні. Флот відправився в похід у Північне море 26 лютого. Джелліко мав намір використати Гарвічські сили для прочісування Гельголандської бухти, але погана погода завадила операціям у південній частині Північного моря. В результаті операція обмежилася північною частиною моря. В ніч на 25 березня «Emperor of India» та решта флоту вийшли зі Скапа-Флоу для підтримки Флоту лінійних крейсерів та інших легких сил, які здійснили рейд на німецьку базу цепелінів у Тендерні. До того часу, коли Флот Метрополії наблизився до цього району 26 березня, британські та німецькі сили вже розійшлися, і сильний шторм загрожував легким кораблям. «Iron Duke», флагман флоту, керував поверненням есмінців до Скапа, тоді як «Emperor of India» та решта флоту відійшли самостійно.
21 квітня Флот Метрополії провів демонстрацію біля Горнс-Ріф, щоб відволікти німців, поки російський флот знову встановлював свої оборонні мінні поля в Балтійському морі. Флот повернувся до Скапа-Флоу 24 квітня і дозаправився, перш ніж вирушити на південь у відповідь на розвідувальні повідомлення про те, що німці збираються здійснити рейд на Лоустофт. Однак Флот Метрополії не прибув у цей район до того, як німецький Флот відкритого моря відступив. З 2 по 4 травня флот провів ще одну демонстрацію біля Горнс-Ріф, щоб утримати увагу німців, зосереджену на Північному морі. «Emperor of India» був недоступний для Ютландської битви 31 травня – 1 червня, оскільки перебував у доці на ремонті. Після Ютландської битви він був переведений до 1-ї бойової ескадри, де знову служив флагманом другої дивізії. Він залишався в 1-й ескадрі до кінця війни.
18 серпня німці знову вийшли в море, цього разу для бомбардування Сандерленда. Віцеадмірал Райнгард Шеер, командувач німецького флоту, сподівався виманити лінійні крейсери Бітті та знищити їх. Британська радіорозвідка розшифрувала німецькі радіопередачі, давши Джелліко достатньо часу, щоб розгорнути Флот Метрополії зі спробою вступити у вирішальний бій. Однак обидві сторони відступили після того, як підводні човни противників завдали втрат під час бою 19 серпня 1916 року: британські крейсери «Nottingham» та «Falmouth» були торпедовані та потоплені німецькими підводними човнами, а німецький лінкор «Westfalen» був пошкоджений британським підводним човном E23. Після повернення в порт Джелліко видав наказ, який забороняв ризикувати флотом у південній половині Північного моря через надмірний ризик від мін та підводних човнів. Пізніше того ж року «Emperor of India» був обладнаний обладнанням для використання повітряного змія. Після розслідування Ютландської битви Королівський флот визначив, що захист палуби був недостатнім на всіх його капітальних кораблях; в результаті «Emperor of India» отримав додаткові 100 метричних тонн (98 довгих тонн; 110 коротких тонн) броні над погребами між жовтнем і груднем 1916 року.:32
Серія незначних модифікацій відбулася протягом 1917 та 1918 років. Вони включали встановлення більших та додаткових прожекторів для покращення можливостей нічного бою, ковпаків на димові труби для зменшення задимлення, що заважало спостережним постам, та перегородок далекомірів, які були призначені для ускладнення оцінки дальності для ворожих артилеристів. Перегородки були пізніше зняті в 1918 році.:32–33 Наприкінці 1917 року німці почали використовувати есмінці та легкі крейсери для рейдів на британські конвої до Норвегії. Це змусило британців розгорнути капітальні кораблі для захисту конвоїв. У квітні 1918 року німецький флот вийшов у море зі спробою перехопити одну з ізольованих британських ескадр, хоча конвой вже безпечно пройшов. Флот Метрополії вийшов занадто пізно, щоб наздогнати відступаючих німців, хоча лінійний крейсер SMS Moltke (1910)» був торпедований і серйозно пошкоджений підводним човном E42.:608–609
Після капітуляції Німеччини в листопаді 1918 року союзники інтернували більшу частину Флоту відкритого моря в Скапа-Флоу. Флот зустрівся з британським легким крейсером «Cardiff», який повів кораблі до флоту союзників, який мав супроводжувати німців до Скапа-Флоу. Величезний флот складався з близько 370 британських, американських та французьких військових кораблів. Флот залишався в полоні під час переговорів, які в кінцевому підсумку призвели до укладення Версальського договору. Рейтер вважав, що британці мають намір захопити німецькі кораблі 21 червня 1919 року, що було крайнім терміном для підписання Німеччиною мирного договору. Того ранку Флот Метрополії залишив Скапа-Флоу для проведення тренувальних маневрів, і поки їх не було, Рейтер віддав наказ про затоплення Флоту відкритого моря.

## Післявоєнна кар'єра
У 1919 році «Emperor of India» був приписаний до Середземноморського флоту, як частина 4-ї бойової ескадри, разом з трьома своїми однотипними кораблями та двома лінкорами типу «Кінг Джордж V». Протягом цього періоду він служив на Чорному морі під час інтервенції союзників у Росію під час Громадянської війни в Росії, щоб підтримати білих проти червоних більшовиків. Адмірал Едвард Хобарт Сеймур, командувач британських сил на Чорному морі, підняв свій прапор на борту корабля 14 квітня 1919 року. Корабель обстрілював більшовицькі війська 5 травня 1919 року біля Феодосії, а пізніше, щоб зірвати роботу залізниці, що використовувалася для постачання більшовицького штурму порту. 26 березня 1920 року «Emperor of India» забезпечував вогневу підтримку евакуації білогвардійських сил з-під Новоросійська разом з французьким панцерним крейсером «Waldeck-Rousseau». Незабаром після цього «Emperor of India» потрапив під обстріл бронепоїзда, що змусило корабель покинути гавань і вирушити до Феодосії. Корабель також брав участь у спостереженні за греко-турецькою війною 1919–22 років; це включало зупинки в портах Мітилена та Смірни.
Він повернувся до Британії для ремонту в 1922 році, під час якого на башту «X» були встановлені нові далекоміри з довгою базою.:34 За цим послідувало ще одне перебування в Середземноморському флоті, яке тривало до 1926 року. Протягом цього періоду він брав участь у демонстрації в Смірні проти вимог Туреччини щодо виведення іноземних військових кораблів з порту. Згодом він був переведений до Атлантичного флоту, де служив до 1930 року. У травні 1926 року з кораблем були проведені випробування на стійкість. Вони стали основою для пропозиції 1927 року від директора військово-морського будівництва щодо додавання протиторпедних блістерів до чотирьох кораблів типу «Iron Duke». Пропозиція була направлена на розгляд до ради, але занепокоєння щодо подальшої цінності кораблів, які мали бути замінені в 1931–32 роках відповідно до умов Вашингтонського морського договору, та вартість реконструкції змусили раду скасувати її. З липня по вересень 1927 року він проходив ремонт у Девонпорті. Він служив флагманом ескадри з червня 1929 року по січень 1931 року, коли його замінив «HMS Marlborough (1912)».
Відповідно до умов Лондонського морського договору 1930 року, чотири кораблі типу «Iron Duke» мали бути утилізовані або демобілізовані; «Emperor of India» було заплановано зняти з озброєння в 1931 році та розібрати на металобрухт. Корабель надав останню послугу флоту, служачи мішенню для артилерійських стрільб разом з «Marlborough». Випробування включали стрільбу озброєнням есмінців по верхніх частинах з близької відстані для перевірки їх ефективності в імітованому нічному бою, прямі влучення 13,5-дюймових снарядів, повітряні атаки та експерименти з герметичністю погребів.:34–35 Основні випробування для «Emperor of India» відбулися в червні біля Богнор-Регіса. Він вийшов з Портсмута 6 червня і сів на мілину на банку Оверс. Спроби підняття виявилися безрезультатними, тому флот вирішив провести там артилерійські випробування. Випробування були проведені 10–11 червня, його однотипний корабель «Iron Duke» влучив в «Emperor of India» дванадцятьма 13,5-дюймовими снарядами протягом двох днів. Перший раунд снарядів був випущений з відстані 12 000 ярдів (11 000 м), тоді як на другий день відстань було збільшено до 18 000 ярдів (16 000 м).:35 Пізніше його зняли з мілини та продали на металобрухт компанії Alloa Shipbreaking Co. 6 лютого 1932 року. Він прибув до Росайта для демонтажу 16 лютого.
Випробування дали безцінний досвід, який був врахований у проєктах типів «Кінг Джордж V» та «Лайон» та HMS Vanguard (23). Особливо важливим був снаряд, який влучив в «Emperor of India» по нижньому краю головного поясу, який проник в одне з котельних відділень, де завдав величезних пошкоджень. Це показало, що глибина британської броні поясу була занадто малою, що вплинуло на проєкт типу «King George V». Крім того, випробування з «Emperor of India» та «Marlborough» виявили слабкі місць броні палуби британських проєктів лінкорів, особливо над погребами боєзапасу, і на інші лінкори часів Першої світової війни, які продовжували службу, було встановлено додаткову броню під час наступних модернізацій у 1930-х роках.